# Jinzhangia
Jinzhangia es un género de foraminífero bentónico de la subfamilia Staffellinae, de la familia Staffellidae, de la superfamilia Fusulinoidea, del suborden Fusulinina y del orden Fusulinida. Su especie tipo es Jinzhangia shengi. Su rango cronoestratigráfico abarca el Guadalupiense (Pérmico medio).

## Discusión
Clasificaciones más recientes incluyen Jinzhangia en la superfamilia Staffelloidea, y en la subclase Fusulinana de la clase Fusulinata.

## Clasificación
Jinzhangia incluye a las siguientes especies:
- Jinzhangia armenica †
- Jinzhangia shengi †